# Elinton Andrade
Elinton Sacnchotene Andrade (Santa Maria, 30 marzo 1979) è un giocatore di beach soccer ed ex calciatore brasiliano naturalizzato portoghese, di ruolo portiere.

## Palmarès

### Calcio
- Campionato francese: 1

Olympique Marsiglia: 2009-2010
- Coppa di Lega francese: 3

Olympique Marsiglia: 2009-2010, 2010-11, 2011-12
- Supercoppa francese: 2

Olympique Marsiglia: 2010, 2011

### Beach Soccer

#### Nazionale
- Euro Beach Soccer League: 3

2015, 2019, 2020
- Campionato mondiale di beach soccer: 2

2015, 2019

#### Individuale
- Miglior portiere dell'Euro Beach Soccer League: 2

2015, 2020
- Miglior portiere del Campionato mondiale di beach soccer: 1

2019